# 寿春公主 (后梁)
寿春公主，后梁公主，是中国五代十国后梁末帝朱友贞之女，嫁罗周翰（魏博节度使罗绍威之第二子）。
她的姑母安阳公主、金华公主嫁给罗绍威的大儿子罗廷规。乾化三年（913年）四月五日封寿春公主。嫁给罗周翰。910年，罗周翰袭父位，乾化二年（912年）八月被杨师厚所逐，徙任宣义军节度使（滑州）。915年，罗周翰卒于官任上，年十四岁。罗周翰弟罗周敬娶晋安公主。